# Olenecamptus siamensis
Olenecamptus siamensis es una especie de escarabajo longicornio del género Olenecamptus, subfamilia Lamiinae. Fue descrita científicamente por Breuning en 1936.
Se distribuye por China, Indonesia, Malasia, Birmania, Tailandia y Vietnam. Mide 14-22 milímetros de longitud. El período de vuelo ocurre en los meses de marzo, abril, mayo, junio, julio, agosto, septiembre y octubre.